# Клевакин, Дмитрий Владимирович
Дмитрий Владимирович Клевакин (род. 20 февраля 1976, Ангарск, Иркутская область) — российский хоккеист, нападающий.

## Биография
Воспитанник ангарского «Ермака». В 1991 году был замечен в матчах за «Сибирь» представителем «Спартака» Василием Михайловичем Гавриловым, куда и перешёл вместе с Сергеем Шаламаем. Дебютировал в МХЛ в 17 лет. По словам Клевакина, первый матч он провёл против «Крыльев Советов», которым и забил первую шайбу, однако по другой информации он дебютировал в предыдущем матче против «Химика». Играл в тройке Шаламай — Епанчинцев — Клевакин.
На драфте НХЛ 1994 года был выбран в 4-м раунде под общим 86-м номером клубом «Тампа-Бэй Лайтнинг», однако в Северную Америку уезжать не решился. Играл за команды «Лада» Тольятти (1997/98), «Авангард» Омск (1997/98), «Металлург» Новокузнецк (1998/99 — 1999/2000), «Сибирь» Новосибирск (1999/2000), «Спартак» Москва (2000/01 — 2002/03), «Крылья Советов» Москва (2003/04, 2007/08 — 2008/09), «Салават Юлаев» Уфа (2003/04), ХК МВД (2004/05), «Химик» Воскресенск (2005/06), «Титан» Клин (2006/07, 2010/11), «Рысь» Можайск (2009/10), ТХК Тверь (2009/10), «Иртыш» Павлодар (Казахстан, 2009/10).
Пять лет играл за любительскую команду «Метеор», год — за «ЛСР».
Серебряный призёр и лучший бомбардир юниорского чемпионата Европы 1994 года. Серебряный призёр молодёжного чемпионата мира 1995 года, бронзовый призёр молодёжного чемпионата мира 1996 года.